# Flores (Buenos Aires)

Lage von Flores in Buenos Aires

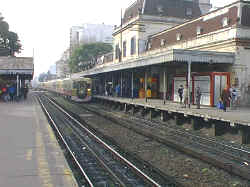
Bahnhof von Flores

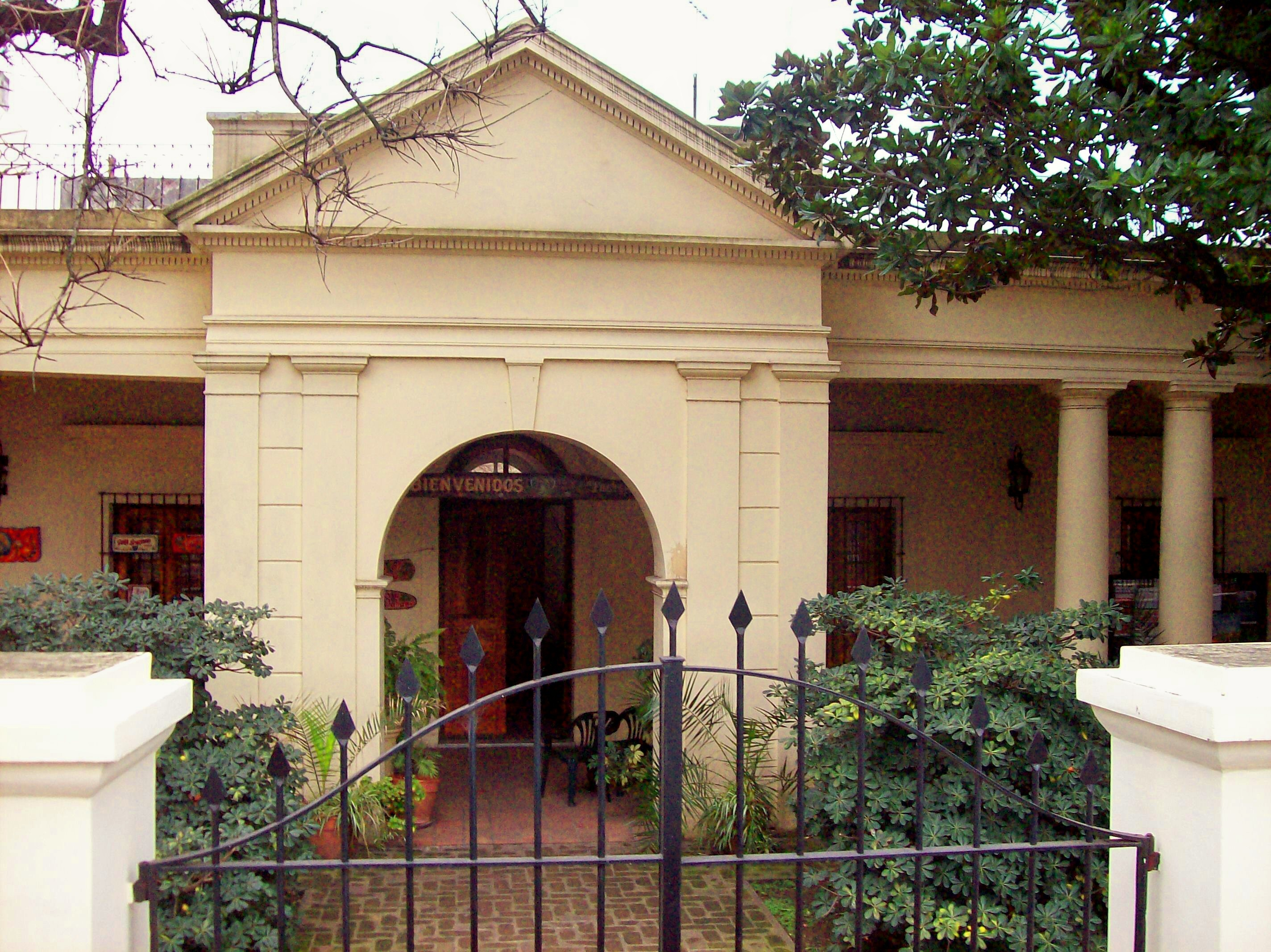
Centro Cultural Marcó del Pont

Flores ist ein Stadtteil im Zentrum der argentinischen Hauptstadt Buenos Aires. Er hat gut 150.000 Einwohner (Stand von 2001) auf einer Fläche von 8,1 km². Flores gehört seit 1888 zu Buenos Aires und ist heute ein Viertel der Mittelschicht.

## Lage
Flores wird durch die Straßen Portela, Cuenca, Av. Gaona, Av. Donato Alvarez, Curapaligüe, Av. Directorio, Av. Carabobo, Av. Castañares, Torres y Tenorio, Av. Riestra, Av. Perito Moreno, Av. Castañares, Lacarra und Av. Luis J. Dellepiane begrenzt.

## Geschichte
Bevor Flores eingemeindet wurde, damals noch San José de Flores genannt, war der Ort bei reichen Stadtbewohnern beliebt, die dort Landhäuser unterhielten. Heutzutage existieren noch einige dieser Häuser, darunter das von Juan Manuel de Rosas, der um 1900 herum Gouverneur der Provinz Buenos Aires war. 
Zu den weiteren bekannten Einwohnern zählte der Architekt Antonio Marcó del Pont, Nachfahr des einstigen spanischen Gouverneurs von Chile. Er erwarb ein Grundstück gegenüber dem Bahnhof von Flores und erbaute darauf 1860 eine Villa im italienischen Stil. Nach ihrem Wegzug 1929, verkaufte die Familie den Besitz und das Haus verfiel. Es war bereits zum Abriss bestimmt, als die Junta de Estudios Históricos de San José de Flores (Historische Gesellschaft von San José de Flores) auf das Haus aufmerksam wurde. 1978 wurde das Haus zum 'Monumento Histórico Nacional' (Nationales historisches Denkmal) erklärt und restauriert. Heute befindet sich dort die Casa de la Cultura de Flores (Kulturzentrum). 
Das kommerzielle Zentrum des Stadtteils liegt um den Bahnhof und die Avenida Rivadavia herum. Dort steht auch die Kirche Basílica de San José de Flores, die 1883 eingeweiht wurde. 
Zu den Persönlichkeiten, die im Stadtteil geboren wurden oder dort lebten, gehörten neben Jorge Mario Bergoglio (dem späteren Papst Franziskus) auch die Schriftsteller Roberto Arlt und Baldomero Fernández Moreno. 
Eine fiktive Mythologie von Flores stammt von dem Autor Alejandro Dolina. Sie trägt den Titel Crónicas del Ángel Gris (Chroniken des grauen Engels). In dem Roman Die Nächte von Flores (2004) von César Aira wird die Situation der Einwohner von Flores um die Jahrtausendwende geschildert. Ein berühmter Tango, San José de Flores handelt von den Sorgen eines Mannes, der nach einer langen Abwesenheit in den Barrio zurückkehrt. 
Das Pueyrredón-Theater war ein berühmter Tanzsaal, wo der Tangosänger Edmundo Rivero in den 1930er Jahren berühmt wurde und der auch oft von argentinischen Rockbands wie Almendra für Auftritte genutzt wurde. 
2004 wurden auf der Plaza Pueyrredón, üblicherweise unter dem Namen Plaza Flores bekannt, Ausgrabungen unternommen. Dabei wurden zahlreiche Alltags-Objekte aus dem 19. Jahrhundert gefunden. Ein Teil dieser Objekte wird im Bezirksrathaus in der Culpina-Straße / Avenida Rivadavia gezeigt.

## Roman
- César Aira: Die Nächte von Flores (span. Las noches de Flores, 2004), Claassen Verlag, Berlin 2009 ISBN 978-3-546-00445-9